# Polyrhachis atossa
Polyrhachis atossa é uma espécie de formiga do gênero Polyrhachis, pertencente à subfamília Formicinae.